# Gardiner (Maine)
Gardiner is een plaats (city) in de Amerikaanse staat Maine, en valt bestuurlijk gezien onder Kennebec County.

## Demografie
Bij de volkstelling in 2000 werd het aantal inwoners vastgesteld op 6198. In 2006 is het aantal inwoners door het United States Census Bureau geschat op 6175, een daling van 23 (-0,4%).

## Geografie
Volgens het United States Census Bureau beslaat de plaats een oppervlakte van 43,1 km², waarvan 40,6 km² land en 2,5 km² water. Gardiner ligt op ongeveer 7 m boven zeeniveau.

## Plaatsen in de nabije omgeving
De onderstaande figuur toont nabijgelegen plaatsen in een straal van 16 km rond Gardiner.